# Disruptor (videojuego)
Disruptor es un videojuego para la PlayStation. Fue el primer juego desarrollado por Insomniac Games. El juego fue publicado a través de Universal Interactive Studios y distribuido por Interplay Productions (en Europa, Interplay publicó el juego y lo distribuyó, con algo similar sucediendo en Japón). El juego se lanzó el 30 de noviembre de 1996 en Norteamérica y un mes después, en diciembre de ese año, en Europa. Recibió críticas positivas de los críticos, pero fue un fracaso comercial y se vendió muy por debajo de las expectativas de la empresa.

## Jugabilidad
La jugabilidad de Disruptor es similar a muchos juegos de disparos en primera persona, pero el jugador tiene acceso a poderes especiales llamados "Psiónicos", similares a la telequinesis. Los cinco poderes psiónicos son:
- Shock: usa 5 puntos psiónicos para lanzar una sacudida eléctrica de corto a mediano alcance a un enemigo;
- Drain: usa 1 punto psiónico para apuntar y debilitar a un enemigo, lanzando pequeños orbes que reponen los puntos psiónicos;
- Heal: un poder de alto costo que repone la salud;
- Blast: una bola destructiva de alto costo que inflige daño severo y lanza orbes de reposición psiónica sobre los enemigos asesinados, luego Eve la mejora para pasar su destructividad a través de las paredes;
- Shield: un escudo temporal de alto costo que protege al jugador.[2]

## Trama
El juego se abre con el presidente Krieger de las Naciones Unidas de la Tierra hablando sobre cómo surgió en las filas del LightStormer Corps. Esto resulta ser una emisión comercial de reclutamiento en la sede de LightStormer Corps. Allí, Jack Curtis, un nuevo recluta, está hablando con su hermano mayor y el comandante Blake Curtis. Jack es enviado a una misión de entrenamiento, después de lo cual él y su compañero LightStormer Troy Alexander reciben implantes psiónicos. Troy y Jack son enviados a otra misión de entrenamiento, a través de una fábrica química "abandonada".
Al regresar, se les da otro implante psiónico, el drenaje. La tercera y última misión de entrenamiento de Jack es a través de varios techos. Completa esto con gran éxito, y luego informa a Blake, quien lo felicita. De hecho, Jack se ha colocado al mismo nivel que Blake ... y su difunto padre, un venerado LightStormer que era amigo personal del presidente de los EE. UU. Krieger. Luego, Blake recibe una llamada de emergencia, un equipo de Cryo-Pirates se ha apoderado de una estación espacial en la órbita de Júpiter. Blake envía a Jack para activar la secuencia de autodestrucción de la estación, lo que Jack hace. Sin saberlo, tanto él como Blake, sin embargo, una misteriosa chica llamada Eve está observando a Jack en acción y dice: "Este Jack Curtis podría ser el que hemos estado buscando". De vuelta en la sede de LightStormer, Blake promueve a Jack a cabo por demostrar su valor en el campo; Jack ha logrado, en una misión, lo que llevó a su padre tres misiones.
Además, el presidente Krieger se dio cuenta de Jack y le ordenó un refuerzo de endorfina. En las palabras de Blake, "No reparten esto como dulces". Hablan brevemente con Troy, quien ya ha sido ascendido a sargento y está siendo enviado a una "misión especial" por el presidente Krieger. Luego viene otra llamada de emergencia, esta vez desde Tritón, una de las lunas de Neptuno, donde hace diez años se estableció una colonia de científicos para terraformar la luna. La colonia ha sido invadida por extraterrestres hostiles, por lo que Jack es enviado para erradicarlos, lo que hace. Al regresar de Tritón, Jack se entera de que Troy ha muerto en combate en Marte mientras intentaba localizar un misterioso orbe psiónico. Blake espera que Jack tenga éxito donde Troy fracasó; Jack aparece, a pesar de tener poco más que sus psiónicos con los que luchar, y es ascendido a sargento. Luego lo envían a la Antártida para eliminar otro grupo de extraterrestres malhumorados.
Esta vez, los resultados de un experimento científico se han vuelto locos. Para esta misión, Jack recibe un nuevo psiónico: escudo. Después de esto, Jack es enviado a la luna Ío de Júpiter; retomando la colonia de pandilleros interplanetarios que se han apoderado de una planta de producción de minas/antimateria. El presidente Krieger felicita personalmente a Jack por su regreso triunfal, y promueve al joven LightStormer a teniente. Luego despacha a Jack a New Atlantis, para unirse a Blake para un poco de R&R. En ese momento, Blake llama desde New Atlantis. La colonia ha sido invadida por hostiles y una fuga de refrigerante del reactor está a punto de destruir todo el lugar.
Jack se apresura, derrota al enemigo y patea el refrigerante de reserva sin éxito. Nueva Atlántida explota, matando a Blake y miles de inocentes. Jack solo sobrevive porque Eve lo sacó de allí justo a tiempo. Ella explica que el presidente Krieger usó a Jack para localizar y recuperar el orbe psiónico, porque esto le dará todo el poder ilimitado. Krieger luego instaló a ambos Curtis Brothers, tal como lo hizo con su padre hace años, para "atar los cabos sueltos". Eve es la cabeza de una facción rebelde que intenta derrocar a la presidencia tiránica de Krieger y reemplazarla con su propio régimen benévolo. Ella convence a Jack de su causa, luego le da un nuevo implante psiónico: Terrablast. Jack se enfrenta al ejército privado de Krieger cuando se infiltra en la sede del malvado presidente, pero es capturado por una trampa. Krieger usa una máquina para tratar de recuperar el implante Terrablast del cráneo de Jack, pero Jack se resiste y lucha para salir de la máquina. Luego irrumpe a través de la base secreta de Krieger y el resto de las fuerzas del malvado presidente, finalmente sacando a Krieger. En este punto, dos finales diferentes esperan dependiendo del nivel de dificultad. En el modo fácil, Eve se convierte en Presidenta de los EE. UU. Y Jack en jefe del Cuerpo de LightStormer. En el modo difícil, el propio Jack se convierte en el nuevo presidente de la U.N. De cualquier manera, él consigue a la niña y al orbe.

## Desarrollo
Disruptor comenzó su desarrollo como un juego 3DO, ya que la 3DO era la única consola basada en CD comercialmente viable en ese momento, y los kits de desarrollo estaban disponibles a precios muy bajos. Según Ted Price, Insomniac presentó Disruptor a prácticamente todos los editores disponibles, siendo rechazado por cada uno, antes de que Universal Interactive aceptara adoptar el juego.
A mitad del desarrollo, se hizo evidente que la 3DO no sería un éxito, y las plataformas alternativas Sega Saturn y Sony PlayStation estuvieron disponibles, lo que llevó a Universal a recomendar el cambio de Disruptor a la PlayStation. No obstante, el productor ejecutivo de Universal, Mark Cerny, vio a la 3DO como un paso clave hacia la llegada del juego, señalando que "la razón principal por la que Disruptor existe es que un entusiasta podría comenzar a desarrollar en 3DO, ya que tenía un hardware de desarrollo barato. Vimos el prototipo ejecutándose en 3DO y acordó financiar el desarrollo en PlayStation".

## Recepción
Disruptor fue bien recibido en el momento de su lanzamiento, con un puntaje de GameRankings del 80% basado en seis revisiones. Los críticos elogiaron ampliamente las armas únicas e impresionantes, el juego de armas estratégico y desafiante, los gráficos limpios y nítidos, la banda sonora sensible a la situación, y la variedad de objetivos de misión y entornos de nivel. Hugh Sterbakov, sin embargo, le dio una crítica negativa en GameSpot, afirmando que el juego de armas es insultantemente fácil, y que las habilidades psiónicas no son esencialmente diferentes de las armas normales. También se burló de las escenas humorísticas involuntariamente y comparó el juego desfavorablemente con la próxima versión de PlayStation de Duke Nukem 3D. Crispin Boyer de Electronic Gaming Monthly lo calificó como "el juego 3-D más atractivo de la PlayStation". El temible jugador de GamePro, Larry, dijo que el escaso suministro de municiones y la necesidad de apuntar con precisión podrían dificultar enormemente el juego para los principiantes en el género, pero que la jugabilidad era lo suficientemente convincente como para que incluso aquellos que no disfrutan del desafío regresen a él. Un crítico de Next Generation concluyó: "Bien equilibrado, con buen control, buenos gráficos, estrategia sobre la marcha, áreas secretas y buen sonido, Disruptor le da al jugador todo lo nuevo que puede dentro de un género saturado de mediocridad". IGN dijo que el juego estaba por encima del promedio para los clones de Doom vistos en PlayStation.

## Ventas
El juego vendió alrededor de 200.000 copias.